# 李象奎

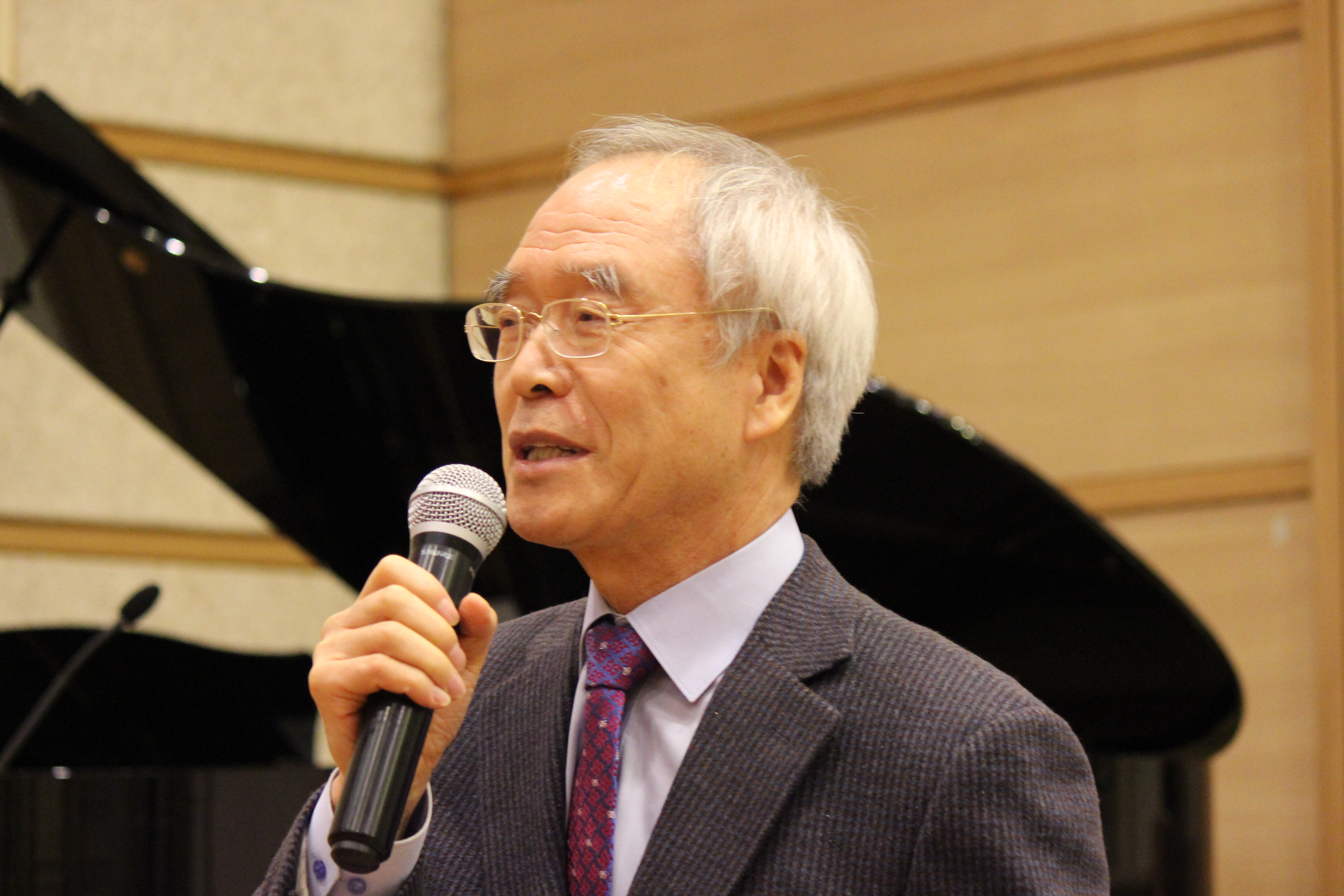
李象奎博士

李象奎（日本語：イ・サンギュ、韓国語：이상규、LEE SANG-GYOO、1952年12月13日 - ）は、大韓民国の神学者であり、高神大学校で教会史を教え、現在名誉教授である. 韓国教会史料発掘に貢献し韓国教会史がで高く評価されている。実証史観による民族史観に続く。聖書の真理の本質観点より、一般的な西洋史の文脈の教会史の視点と韓国教会状況化に正確な統合私的研究を目指す。 2012年ジャン・カルビン誕生500周年記念事業会では、今年の神学者に選ばれ、2018年10月27日、韓国福音神学会で学術を受けた。韓国長老神学会会長と改革神学会会長を務めた。国際神学ジャーナルのUnio cum Christo 編集委員でもあり 、また 2019年3月から白石大学客員教授である。

## 生涯
彼は韓国教会史学研究家として高神大の歴史、初期キリスト教会史、16世紀の宗教改革史、改革主義神学、韓国教会史、オーストラリア長老教会と宣教師、釜山・慶南地方のキリスト教史など様々な分野に貢献した。彼の著書は25冊の単行本と、170編の論文がある。彼が試みた方法は、カルヴァン主義の基礎の上で教会史を研究したが、教会の歴史の解釈の観点は、聖書の真理の本質性を踏まえよりヒューマニストの観点である実証史観と解釈する。彼は最初の書いた本は、「韓国でのカルビン研究100年」（1984）である。これは彼の学術基盤が「ただ聖書に」を唱えた宗教改革の伝統に根付いているという点をよく見せいる。 2007年には「改革主義とは何か」という本を書いている。西洋教会史と韓国地域教会史を行き来するバランスの取れた歴史研究も特徴である。 1997年に発行した「教会改革史」は、16世紀の宗教改革史を記述した。 1991年から信仰雑誌「月刊高神大」の4年間連載した内容を集めた。 2004年には、16世紀以降の歴史を盛り込んだ「教会改革と復興運動」を出版した。2001年に発行した「釜山地方のキリスト教伝来史」は、この教授の内蔵書の一つであり釜山・慶南地方教会史の最初の研究書である。他にも、2012年の「釜山慶南地方のキリスト教会の先駆者」「ハンサンドンと彼の時代」「周南善と居昌教会」などの地域教会史の書籍を発行した。また、オーストラリア長老の韓国宣教師に関連する著書も多数執筆した。 「王吉志の韓国宣教」「To Korea with Love」などがある。韓国教会史全般につきましては「韓国教会の歴史と神学」「解放前後韓国長老教会の歴史と神学」のような書籍が代表的著書に挙げられる。 「韓国教会の歴史と神学」では日本植民地時代韓国キリスト教が民族的性格を持つようになった背景と教会が寄与した部分、神社参拝のような限界を調べた。 「解放前後韓国長老教会の歴史と神学」では韓国長老教会130年の歴史で長老教会が残したコントラストと離合集散、民主化と統一運動史への影響などを紹介した。

## 出版物
- 100 Years of Calvin Studies in Korea (1884-1984),
- The Reformist Association, (1985).
- Theory and Practice of Bible Study, General Board of Education, 1986.
- Church and Church History, S.F.C., July 1991.
- Historical Trends of the Korean Church, General Assembly Education Committee, September 1991.
- Commentary on the Westminster Confession of Faith, General Assembly Board of Education, 12 December 1991. [Declaration]
- Koramdeo Bible Study, General Assembly Board of Education, 1992. [Declaration]
- Marriage in the Christian Worldview. Assumption ”, CUP, (1992. 6). [Declaration]
- Happy Family Life CUP, May 5, 1993. [Declaration]
- Seoyunjae Illuminated in the Christian Worldview, CUP, October 10, 1993. [Co-author]
- Church Reformation History, Sungkwang Culture History, March 1997. [Book]
- How to Study Bible Studies? (1998. 3) [Book]
- 40 Years of Kosin Mission, General Publications, Sept. 1998
- 『History of the Church』, Book Publishing, English (1999. 9) [Book] Reprint
- How Did Medical Missions Begin? (2000. 1) [Book]
- Watanabe Nobuo (Lee Sang-kyu), "What Is a Christian Compulsion?" (2000. 5)
- Pastor Han Sang Dong, His Life and Faith (Wangmadang, Nov. 2000)
- Pusan Christianity History (Glmadang, 2001, 11)
- Beyond Poverty and Riches (SFC, May 2002)
- What is the New Testament Book? (Sidney Central Presbyterian Church, May 2003)
- What is the Old Testament? (Sidney Central Presbyterian Church, 12 December 2003)
- Church Reform and Revival Movement (SFC, 2004)
- Korean Church History and Theology (Form of Life, 2007)
- God's Sovereignty on This Earth  (SFC, 2013)
- 『History and Theology of the Korean Church』 (Form of Life, 2008, 2014)
- History and Theology of Presbyterian Churches after Liberation (Korea Christian History Research Institute, 2015)
- Beard's Missionary Journal (Korean Christian Museum, Soongsil University, 2013)
- 『Church Renewal Movement and the Formation of the High-faith Church』 (Style of Life, 2016)
- Early Christianity and Roman Society: Christianity under the Roman Empire (SFC: 2016)
- 『Kilson Engel's Korean Missions』 (Korea Christian Culture Institute, Soongsil University, 2017)
- 『Reading Reformation through Culture』 (Youngeumsa, 2017)
- Korean Church and Reformed Theology (Book Publication Caritas, 2018)